# El testamento (novela)
El Testamento (en francés: Le Testament Donadieu) es una novela de Georges Simenon publicada por Gallimard en 1937.

## Argumento
La novela consiste en tres partes: Los domingos en La Rochelle, domingos en San Rafael, y domingos en París.
La repentina muerte de Oscar Donadieu (72), respetado armador de La Rochelle, provocó conmoción en la ciudad. El cuerpo del armador fue encontrado en el fondo del canal y cuesta creer, conociendo la personalidad de Oscar Donadieu, que pueda tratarse de un accidente y menos aun de un suicidio. La duda se cierne sobre la posibilidad de un crimen cuyo autor podría ser Frédéric Dargens, la última persona que vio con vida a Oscar Donadieu. Sin embargo, el misterio sigue sin resolverse, ya que los herederos Donadieu se niegan a considerar esta hipótesis que implicaría a Frédéric, un viejo amigo de la familia, en un acto criminal.
El testamento de Oscar Donadieu prevé que toda su fortuna pasará a manos de sus cuatro hijos, quienes, sin embargo, no podrán vender, ni siquiera parcialmente, ninguno de sus bienes muebles o inmuebles, antes de que el último de los herederos haya alcanzado la mayoría de edad (en este caso Kiki, el hijo menor). En cuanto a la viuda del difunto, sólo se beneficia del usufructo de una cuarta parte del inmueble. Estos arreglos imprevistos alteran completamente la jerarquía del clan Donadieu y sumergen a los implicados en una gran perplejidad.
La viuda Donadieu reacciona contra este tipo de desheredación tomando con autoridad, en las empresas familiares, decisiones que no está autorizada a tomar, innovando y desafiando las reglas intangibles y tradicionalmente establecidas. Le ayudará la intervención en los asuntos de Philippe Dargens quien, después de haber seducido a Martine, logrará que se case con él, ocupando un lugar cada vez más preponderante entre los Donadieus, gracias a su dinamismo, su sentido de los negocios y su espíritu de intrigante de empresa. Poco a poco, los Donadieus verán reducido su campo de acción. En cuanto a Michel, el hijo mayor, débil e indolente, especialmente preocupado por los amores clandestinos, será fácil para Philippe relegarlo a Saint-Raphaël después del escándalo que provocó al hacer abortar a su secretaria Odette Baillet. Este asunto, aprovechado por un tal doctor Lamb, conducirá al asesinato de este último por parte del padre Baillet, mientras Odette, que se ha convertido en una vergüenza para los Donadieus, viaja a París, donde Frédéric Dargens la encontrará.
Los únicos miembros de la familia, Marthe Donadieu y su marido Jean Olsen, que permanecieron en La Rochelle, asumieron la gestión de lo que quedaba del asunto Donadieu. En cuanto a Philippe, consumido por la ambición y el éxito, creó un banco en París. Pudo iniciarse en los grandes negocios gracias al apoyo económico de una pareja cuya confianza y admiración adquirió: Albert Grindorge, heredero de una gran fortuna, y su esposa Paulette. Philippe la convierte en su amante para apoyar sus solicitudes de fondos a los Grindorge. Paulette malinterpreta sus intenciones, pensando que Philippe la ama y que está dispuesto a dejar a su esposa por ella. Luego planea matar a su marido y lo envenena al final de un viaje de caza.
Consternado por el gesto de su amante que acaba de ser acusada, Philippe ve su duplicidad denunciada por Martine que, en lugar de renunciar al hombre que ama, prefiere matarlo antes que suicidarse. Con el clan Donadieu así reducido, es el momento en que el más joven, que había huido a América por necesidad de escapar, acaba de alcanzar la mayoría de edad. Llamado a La Rochelle, asiste al funeral del matrimonio, desconocido en su familia, antes de volver a su existencia sencilla y cruda, indiferente al testamento de Donadieu.

## Trasfondo
La primera novela larga de Simenon (más de 300 páginas en la edición original) que ha sido calificada de balzaciana porque establece un paralelo entre el arribismo provinciano y el éxito parisino. Simenon negó que la novela tuviera una relación con Balzac, sino que había tenido contactos con armadores en La Rochelle y había estudiado el entorno. Lecturalia señala: "Simenon concibió El testamento, una de sus novelas más extensas, como un auténtico desafío. Rompiendo con lo que hasta ese momento había sido su norma -centrarse en un solo personaje-, recreó múltiples historias paralelas para plasmar, poco antes de la Segunda Guerra Mundial, la decadencia de cierta burguesía que estaba a punto de desaparecer."
La novela Banana Tourist es la secuela -una excepción en la obra de Simenon- de El Testamento, en la cual reaparece Oscar Donadieu (Kiki).

## Personajes
- Philippe Dargens. Hijo de Frédéric Dargens. Soltero, entonces marido de Martine Donadieu. de 25 años (al inicio de la novela).
- Madame Donadieu, viuda de Oscar Donadieu, apodada la “Reina Madre”
- Michel Donadieu, su hijo mayor, de 37 años
- Eva Grazielli, esposa de Michel
- Marthe Donadieu, hermana de Michel
- Jean Olsen, marido de Marthe, de 32 años, noruego
- Martine Donadieu, hermana de Marthe y Michel, de 17 años
- Oscar Donadieu, conocido como Kiki, hijo menor, de 15 años
- Odette Baillet, secretaria de Michel, de 22 años
- François Baillet, padre de Odette
- Frédéric Dargens, cincuentón, banquero arruinado, director de cine
- Albert Grindorge y su esposa Paulette, amigos del matrimonio Dargens-Donadieu.

## Recepción
Tilman Spreckelsen elogió la novela: "La forma en que se describe aquí el declive de la familia naviera Donadieu en un cuadro de tres partes es tan convincente como magistral." El crítico de maigret.de tiene otra opinión: "¿Una gran novela? Un intento. Simenon ha entregado algo muy legible. Combina diferentes estilos. Amores incumplidos, escándalos y sus encubrimientos, crímenes pasionales, delitos de cuello blanco: puedes tenerlo todo con esta novela. Creo que si una novela no te aburre, vale mucho. Pero no debería contarse entre las mejores novelas de Simenon."André Gide criticó la construcción deficiente de la novela, pero años después elogió la obra, olvidándose de haberla leído.